# カルチャー・ジャミング
カルチャー・ジャミング（英語: culture jamming）は、既存のマス・メディアを変革しようとするムーブメントの一つである。メディアの物理的なあり方やコミュニケーションの方法論はそのまま利用するが、流通するコンテンツや運営方針に批判精神を持たせようとする。しばしば既存のメディアの経営方針やコンテンツの所有者の意図を敵対的に無視する形で行われる。
活動には様々な形態があるが、反消費主義、反商業主義という点で一致している。特定の企業の企業イメージや、製品のブランドイメージに真っ向から敵対することも珍しくない。ただし単なるネガティブキャンペーンとは一線を画し、むしろ一般のひとびとに対し、企業イメージや製品イメージの裏に隠蔽されている事実に気づかせようとすることに主眼をおいている。
典型的な例は、「デトーナメント（detournement）」と呼ばれる手法でなされる一種のパロディ作品の創作である（右図参照）。作品の公表にあたってはゲリラ的な手法を用いることも珍しくない。

## 思想的背景
カルチャー・ジャミングの背景には、次のような問題意識がある。現状のマス・メディア、特に広告が、既存のエスタブリッシュメント（大企業や政府）のプロパガンダの装置に堕しているという認識である。特に先進国において、オルタナティブなメッセージを（既存のメッセージと同程度のインパクトで）流通させる手段がないことを問題視している。

## 語源
コラージュ・バンドen: Negativlandのアルバム「JamCon '84」(1994）には、「カルチャー・ジャミング」という言葉がでてくる。これ自体は既存のキャラクタの剽窃やパロディを得意とした海賊ラジオ放送の「ラジオ・ジャミング」というアイデアに基づいている。
アメリカの文化批評家マーク・デリーは、1993年のモノグラフ「Culture Jamming: Hacking, Slashing and Sniping in the Empire of Signs」の中で、「カルチャー・ジャミング」という言葉を広めようとしている。
「カルチャー・ジャミング」を直訳すると「文化破壊」となるが、ここで意図されている「文化」は、「既存の文化」あるいは「大量消費文化」である。すべての「文化」を否定するわけではなく、むしろ情報技術や電波媒体を効率よく使い、情報や意見表明の機会の非対称性を排除した形の「新しい文化」の創造を究極の目標としている。「ジャミング」も単なる「破壊」というよりは「創造的破壊」と解される。

## カルチャー・ジャミングの事例
- アドバスターズのアクティビティ。雑誌の発行や法的活動を含むさまざまなキャンペーンの展開
- バブル・プロジェクト：「フキダシ」（マンガのセリフを入れる枠、英語でBubble）を、街中のポスターや広告に貼り付け、オリジナルの意図を換骨奪胎するような言葉を書き込むという、ストリート・アート
- サブジニアス（Subgenius）教会。「買わないことは、功徳だ」などと説教したりする、皮肉で批判的な宗教
- 「テレビがあなたを殺す」というスローガンで、頭蓋骨をモティーフにしたキャンペーン
- ゴリラズ（en: Gorillaz）の「Reject False Icons」ムーブメント
- 無買デー（en: Buy Nothing Day）。1年に1日だけ、消費を抑制することで、過剰消費社会を問題を考え直そうと呼びかけるムーブメント

## 日本での事例
日本において典型的かつ組織的アクティビティとしては、「無買デー（あるいは無買日）」がある。また、明白なカルチャー・ジャミングではないが（つまり既存の価値観に必ずしも明白に敵対してはいないが）、影響を受けているムーブメントとして「100万人のキャンドルナイト」がある。